# На белом II
«На белом II» (нем. Auf Weiß II, фр. Sur blanc II) — абстрактная картина русского художника Василия Кандинского, написанная в 1923 году и хранящаяся в Национальном центре искусства и культуры Жоржа Помпиду Государственного музея современного искусства в Париже, Франция. 

## История
Катина была создана, когда художник был преподавателем в Баухаусе в Веймаре и первоначально картина висела в столовой квартиры Василия и Нины Кандинских в Дессау. С 1976 года, как подарок от Нины Кандинской находится в коллекции Государственного музея современного искусства в Париже.
22 декабря 1922 года Кандинский сделал предварительный этюд акварелью и китайской тушью на бумаге размером 45,4 × 40,4 см, который сейчас также находится в Государственном музее современного искусства в Париже, который, хотя и меньше, имеет те же формы, что и в окончательном исполнении. Кандинский завершил картину между февралём и апрелем 1923 года. Почти квадратный холст является переработкой более старой картины 1920 года, также с диагональной композицией. Уже в 1910 году он писал линии и цвета, которые, кажется, образуют путаницу, но всё ещё с другими элементами, такими как копье Святого Георгия. Диагонали находятся в напряжении друг с другом, потому что Кандинский видел свою работу как борьбу с изначально «упрямой природой» холста, где кисть «побеждает дикую девичью природу, как европейский колонист».

## Описание и анализ
Полотно представляет собой типичное произведение на тему пересекающихся диагоналей, но также помнает некоторые работы 1910-х годов, в которых показаны противостояния изобразительных элементов, гигантомахии линий и цветов, словно события, разворачивающиеся на холсте.
Композиция картины состоит в основном из диагоналей. Геометрические формы, такие как линии, круги, полукруги, треугольники, квадраты, шахматный узор и чёрная область в центре пересекающихся фигур, а также более крупная коричневато-серая трапеция, напоминают работы Казимира Малевича и его супрематизм, который Кандинский понимал и которым искренне восхищался:
Я научился бороться с полотном, познать его как существо, сопротивляющееся моему желанию [моей мечте], и подчинять его этому желанию посредством насилия. С самого начала она здесь, как дева, чистая и целомудренная с первого взгляда, в небесной драгоценности, эта чистая ткань сама по себе прекрасна, как картина. Затем появляется полная надежды кисть, которая, то здесь, то там, постепенно покоряет её со всей имеющейся в её распоряжении энергией, как европейский поселенец, пересекающий дикую девственную природу, ту, к которой еще никто не прикасался, он отправляется с топором, лопатой, молотком и пилой, чтобы согнуть его по своему вкусу.
Между двумя диагоналями показано напряжение, исходящее из почти квадратного фона, белый цвет которого даёт название работе и создаёт впечатление, что геометрические формы и образуемые ими основные оси, с эмблемами супрематизма в центре композиции, свободно парят в бесконечном пространстве и, таким образом, кажутся невесомыми. В это время художник часто внедрял трапецию в свои картины, в основном используя основные цвета, которые, однако, также создают другие оттенки цвета путём наложения. Мотив удлинённых, заострённых копьевидных элементов в форме креста Святого Андрея появляется несколько раз в его творчестве и отсылает к победителю дракона Святому Георгию. Он писал этот мотив несколько раз с 1910-х годов, и со временем они стали более абстрактными.

## Критика
На этом изображении историк искусства Ванесса Мориссе видит водоворот центростремительных сил, исходящих от его поверхности. Белый фон интерпретируется как ясность и простота, предполагая, что «борьба с холстом» Кандинского увенчалась успехом.
По словам историка искусства Махи Даниэль, в центре картины доминирует массивная форма, которая, кажется, игнорирует гравитацию. В ранних работах Кандинского присутствовали такие элементы ландшафта, как хвойные деревья и скалистые вершины, но здесь их заменили треугольники и острые зубцы-выступы.